# Hastings (East Sussex)
Hastings (pronuncia /ˈheɪstɪŋz/) in italiano storicamente conosciuta come Astinga, è una cittadina e Borough dell'East Sussex, Inghilterra, Regno Unito.
Il borough esiste dal 1086 e fu rimpiazzato solo nel 1888 da un County Borough indipendente dalla contea circostante. Il Local Government Act 1972 nel 1974, la rese un distretto non metropolitano dell'East Sussex.
Il suo nome è legato alla celebre battaglia del 1066 che diede inizio alla conquista normanna dell'Inghilterra da parte di Guglielmo il Conquistatore.

## Origini del nome
Il nome sembra che derivi da Hæstingas, ovvero coloro che appartenevano alla tribù di Hæsta. Nel 1050 viene menzionato un luogo chiamato Hæstingaceaster, che molti però riconducono a Pevensey, dove esisteva un preesistente fortilizio romano.

## Storia

### Da primo porto a piccola città di provincia
Nelle sue vicinanze nel 1066 si combatté una battaglia che vide prevalere i Normanni sugli Anglosassoni. Con la fine del dominio anglosassone,  Hastings entrò, assieme a Sandwich, Dover e New Romney nella confederazione dei Cinque Ports. Nel XIII secolo Hastings patì diverse calamità naturali e invasioni. Alcune mareggiate distrussero gran parte della città, mentre nel 1339 la flotta francese la mise a ferro e a fuoco. Ad aggravare la situazione fu il progressivo interramento del porto che comportò il suo definitivo abbandono da parte delle grandi flotte. Sotto Elisabetta I d'Inghilterra si cercò di costruire un nuovo porto in pietra, ma un'altra mareggiata lo distrusse, mentre il progetto del 1896 non venne completato a causa di alcuni errori strutturali e per l'esaurimento dei fondi.
Dal 1895 la città ospitò un torneo estivo di scacchi, la cui prima edizione è considerata uno degli eventi scacchistici principali del XIX secolo. A partire dal 1920, il torneo fu spostato a fine anno e divenne un evento internazionale, denominato Hastings Congress.

## Amministrazione

### Gemellaggi
- Dordrecht, Paesi Bassi
- Schwerte, Germania
- Oudenaarde, Belgio
- Béthune, Francia